# 1945年ベルリン戦勝記念パレード
1945年ベルリン戦勝記念パレードは第二次世界大戦における対独戦の勝利を記念して、大戦終結直後の1945年9月7日に連合国によりナチス・ドイツの首都であったベルリンで行われた。ソビエト連邦、アメリカ合衆国、イギリス、フランスの4ヶ国が参加している。

## 概要
パレードの開催は6月にあった1945年モスクワ戦勝記念パレードに続く形でソ連によって提案された。他の連合国もそれに賛成し、ドイツ国会議事堂とブランデンブルク門の近くでパレードが行われることになった。
パレードには4ヶ国合わせて約5000人の兵士が参加した。そのうちソ連兵士は2000人を占める。各国の軍人の中で最も階級が高かったのはソ連邦元帥のゲオルギー・ジューコフ、アメリカのジョージ・パットン将軍、イギリスのブライアン・ロバートソン将軍、フランスのマリー・ピエール・ケーニグ将軍であった。当初の予定ではアメリカのドワイト・D・アイゼンハワー大将とイギリスのバーナード・モントゴメリー陸軍元帥、それにソ連のジューコフ元帥が参加する予定であったが、アイゼンハワー大将とモントゴメリー大将はパレードの数日前に出席を拒否している。これはソ連に対する無礼な振る舞いであった。代理の高官としてパットン将軍とロバートソン将軍が出席したわけであるが、出席した軍人の中で第二次世界大戦の最高司令官を務めた経験があるのはジューコフ元帥だけになってしまった。
パレードは歩兵による行進から始まり、その後に機甲部隊が続いた。歩兵部隊の先頭を務めたのはソ連の第248狙撃師団で、次いでフランスの第2歩兵師団、イギリス第131歩兵旅団、アメリカの第82空挺師団の兵士が行進した。これらは現地の駐屯軍を構成している部隊であった。装甲部隊ではイギリスは第７機甲師団、フランスは第1機甲師団、アメリカは第16騎兵連隊、そしてソ連からは第2親衛戦車軍が参加した。また赤軍はこの機会に新鋭のIS-3重戦車52両を初披露している。この新兵器は西側諸国の軍人に大きな驚愕を与えた。IS-3の122mm砲の大火力と、避弾経始を徹底した重装甲に対抗できる重戦車は、1945年時点で西側には存在していなかったのだ。対抗戦力としてアメリカはM103重戦車を、イギリスはコンカラー重戦車の開発を急いだ。
多くのロシアの資料や、いくつか西側諸国の資料でこのパレードは「忘れられたパレード」との別名で紹介されている。西側諸国がソ連主宰のパレードを軽視して控えめな扱いしかしなかったことは、第二次世界大戦を通じて見られた米ソの融和的政策の終焉と東西諸国が冷戦に突入する初期の兆しとして見ることができるからである。このパレードに参加した連合国各国は1946年3月8日にもベルリンの6月17日通りで1946年ベルリン戦勝記念パレードを行なっている。この時はティアガルテンに建てられたソビエト戦勝記念碑の落成記念式典の形で行われている。一方、西側諸国ではこれより遥かに知名度が高い1946年ロンドン戦勝記念式典には、ソビエト連邦は参加しなかった。

## ギャラリー

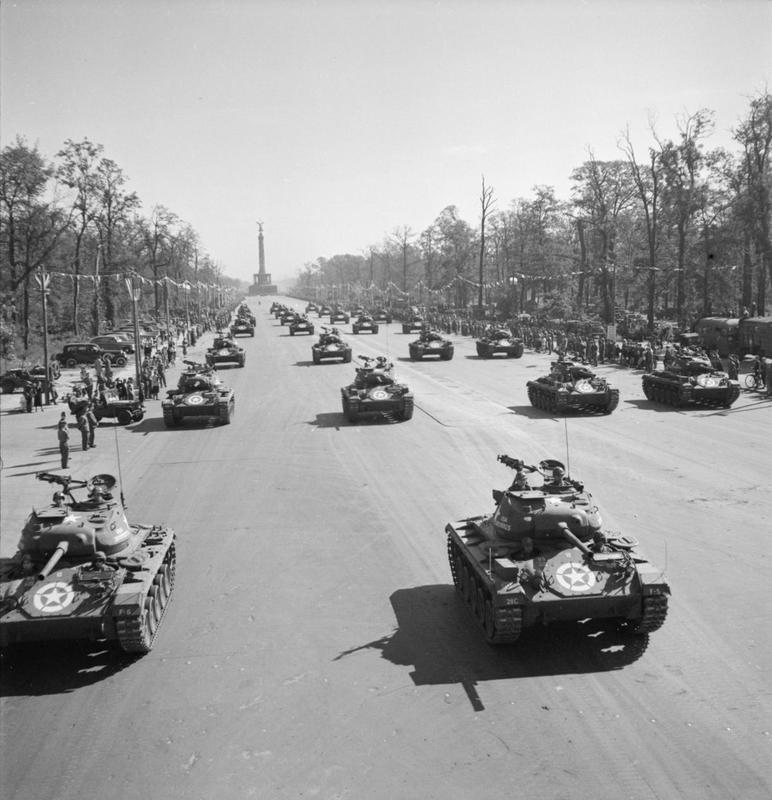
戦勝記念塔とアメリカのM24チャーフィー軽戦車。
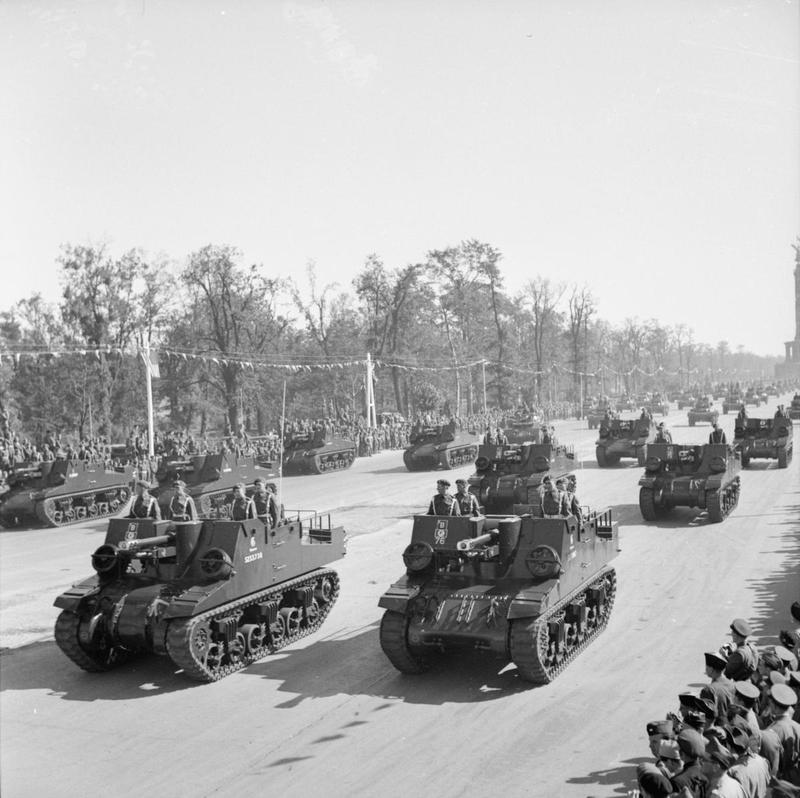
パレードするイギリスのセクストン自走砲。